# 朱军 (1971年)
朱軍，男，中共政治人物、軍事人物、中共黨員、少将。
歷任中共北京市委常委、北京卫戍区政委、中国人民解放军驻滇空军政委，空军乌鲁木齐基地政委等职。